# Robert Culp
Robert Martin Culp (Oakland, 16 agosto 1930 – Los Angeles, 24 marzo 2010) è stato un attore, sceneggiatore e regista statunitense.
Raggiunse il successo internazionale con la serie Le spie (1965-1968), accanto a Bill Cosby, in cui i due attori interpretavano una coppia di agenti segreti.

## Biografia

### Vita privata
Nato ad Oakland, nello stato della California, nel 1930, figlio unico dell'avvocato Crozier Cordell Culp e Bethel Martin Collins, si diplomò alla Berkeley High School. In seguito frequentò l'università della Washington School of Drama e si laureò alla University of the Pacific di Stockton. Si sposò cinque volte ed ebbe tre figli (Joshua, 1958; Jason, 1961; Joseph, 1963) e due figlie (Rachel, 1964; Samantha, 1982). Dal 1967 al 1970 fu sposato con l'attrice France Nuyen, che conobbe durante un'ospitata dell'attrice nella serie TV Le spie, nel 1966. L'attrice apparve in quattro episodi della serie, due dei quali scritti dallo stesso Culp. L'attore infatti era anche soggettista, e scrisse gli scripts di sette episodi, uno dei quali venne diretto da lui medesimo. Scrisse inoltre soggetti per molte altre serie televisive, tra le quali Trackdown.
Il 24 marzo 2010, Culp morì all'età di 79 anni dopo una caduta mentre camminava nei pressi del Runyon Canyon Park a Los Angeles.

### Televisione
Culp divenne un volto noto della televisione americana con il ruolo del Texas Ranger Hoby Gilman nella serie western Trackdown, spin-off di Zane Grey Theater di Dick Powell, anche questo in onda sulla CBS, in cui Culp era apparso in due episodi nel 1960.
Conclusa la serie Trackdown nel 1959, Culp continuò a lavorare in televisione, ad esempio come guest star nel The DuPont Show with June Allyson (1960) della CBS. Fece un'apparizione anche nella serie della NBC The Barbara Stanwyck Show e fu scelto per il ruolo del capitano Shark nella prima stagione di Organizzazione U.N.C.L.E. (1964). Tra le sue apparizioni più memorabili, si ricordano tre episodi della serie di fantascienza The Outer Limits (1963-1965), tra cui il classico Demon with a Glass Hand, scritto da Harlan Ellison. Nella stagione 1961-1962 apparve nella serie drammatica Corruptors della ABC. Nel 1962-1963 recitò nella serie western della NBC Empire, nella parte di Richard Egan. Nell'episodio sfidò il co-protagonista Ryan O'Neal in un incontro di pugilato.
Il successo internazionale arrivò con la serie Le spie, nella quale Culp interpretava il tennista-agente segreto Kelly Robinson, in coppia con Bill Cosby. La serie venne prodotta dalla NBC ed ebbe grandissimo successo nei suoi tre anni di produzione (tra il 1965 e il 1968). Culp scrisse la sceneggiatura di sette episodi, dirigendo anche uno di essi; un altro episodio gli valse la candidatura agli Emmy per le sceneggiature. Per ogni anno di produzione della serie, Culp ottenne anche una candidatura agli Emmy come miglior attore protagonista in una serie drammatica, ma ogni volta fu sconfitto proprio da Cosby.
Culp interpretò anche il ruolo di assassino in tre diversi episodi di Colombo. In precedenza, Culp, Peter Falk, Robert Wagner e Darren McGavin a turno presero il posto di Anthony Franciosa nella serie Reporter alla ribalta, dopo il licenziamento dello stesso Franciosa.
Nel 1981 fece il suo grande ritorno in televisione con Ralph supermaxieroe, nel quale interpretava l'agente FBI Bill Maxwell, affiancato all'insegnante Ralph Hinkley, dopo che questi aveva ricevuto una tuta aliena con poteri speciali. Questa serie durò solo tre stagioni e terminò nel 1983, ma il personaggio di Bill Maxwell divenne uno dei preferiti dai fan di Robert Culp, tanto che lo stesso attore riprese il personaggio in un doppiaggio nella serie stop-motion Robot Chicken. Nel 1985 prese parte al film per la televisione Il codice Rebecca, tratto dall'omonimo romanzo dello scrittore gallese Ken Follett, diretto da David Hemmings.
Nel 1987 si riunì a Bill Cosby, questa volta nel telefilm I Robinson, nella parte di un vecchio amico di Cliff, Scott Kelly; il nome era chiaramente un omaggio ai due protagonisti del telefilm Le spie.
Quando Larry Hagman cominciò le trattative per rinnovare il contratto per il ruolo di J.R. Ewing in Dallas, si vociferava che Culp fosse pronto a subentrare nella parte, con il cambiamento del volto che sarebbe stato spiegato come conseguenza di un incidente di J.R. Lo stesso Culp smentì l'ipotesi, dichiarando in un'intervista di non essere mai stato contattato dalla produzione di Dallas, affermando che all'epoca stava lavorando per Ralph Supermaxieroe e in ogni caso non avrebbe mai abbandonato il ruolo di Maxwell.
Nell'ultima parte della sua carriera, interpretò il ruolo ricorrente di Warren Whelan, il suocero di Ray in Tutti amano Raymond (1996-2004). Apparve anche in molti altri episodi di programmi televisivi, tra cui The Golden Girls, La tata, The Girls Next Door e Wings.

### Cinema
Benché sia noto soprattutto come attore televisivo, Culp recitò anche in diversi film: nel 1963 fu l'ufficiale di marina George Ross, amico di John Fitzgerald Kennedy in PT 109 - Posto di combattimento!, poi l'avvocato Wild Bill Hickok in I temerari del West (1963), e il fidanzato di Jane Fonda nella commedia Una domenica a New York (1963).
Nel 1969 recitò in Bob & Carol & Ted & Alice, probabilmente l'apice della sua carriera cinematografica. Un altro ruolo memorabile fu quello del pistolero Thomas Luther Price in Hannie Caulder (1971), con Raquel Welch. L'anno successivo lo vide riunito con Cosby per la prima volta dai tempi di Le spie, nel film Hickey & Boggs (1972), di cui Culp fu anche il regista.
Nel 1985 interpretò il sindaco Tyler in Turk 182 di Bob Clark, mentre nel 1986 impersonò il ruolo del generale Woods in Combat Academy. Nel 1994 interpretò invece il presidente degli Stati Uniti nel thriller Il rapporto Pelican di Alan J. Pakula, con Denzel Washington e Julia Roberts. Complessivamente, Culp ha recitato in un centinaio di ruoli in circa 50 anni di carriera.

## Filmografia parziale

### Cinema
- PT 109 - Posto di combattimento! (PT 109), regia di Leslie H. Martinson (1963)
- Una domenica a New York (Sunday in New York), regia di Peter Tewksbury (1963)
- I temerari del West (The Raiders), regia di Herschel Daugherty (1963)
- Agguato nella savana (Rhino!), regia di Ivan Tors (1964)
- Bob & Carol & Ted & Alice, regia di Paul Mazursky (1969)
- La texana e i fratelli Penitenza (Hannie Caulder), regia di Burt Kennedy (1971)
- La morte arriva con la valigia bianca (Hickey & Boggs), regia di Robert Culp (1972)
- A Name for Evil, regia di Bernard Girard (1973)
- Un cowboy alle Hawaii (The Castaway Cowboy), regia di Vincent McEveety (1974)
- Operazione Siegfried (Inside Out), regia di Peter Duffell (1975)
- Gli uomini falco (Sky Riders), regia di Douglas Hickox (1976)
- Punto di rottura (Breaking Point), regia di Bob Clark (1976)
- Il grande scout (The Great Scout & Cathouse Thursday), regia di Don Taylor (1976)
- Inondazione (Flood!), regia di Earl Bellamy (1976)
- Le mura di Gerico (Joshua and the Battle of Jericho), regia di James L. Conway (1978)
- Goldengirl - La ragazza d'oro (Goldengirl), regia di Joseph Sargent (1979)
- National Lampoon's Movie Madness, regia di Bob Giraldi, Henry Jaglom (1982)
- Turk 182, regia di Bob Clark (1985)
- Big Bad Mama II, regia di Jim Wynorski (1987)
- Silent Night, Deadly Night 3: Better Watch Out!, regia di Monte Hellman (1989)
- Pucker Up and Bark Like a Dog, regia di Paul S. Parco (1990)
- Colpo doppio (Timebomber), regia di Avi Nesher (1991)
- Il rapporto Pelican (The Pelican Brief), regia di Alan J. Pakula (1993)
- Panther, regia di Mario Van Peebles (1995)
- Xtro 3: Watch the Skies, regia di Harry Bromley Davenport (1995)
- Spia e lascia spiare (Spy Hard), regia di Rick Friedberg (1996)
- Testimone involontario (Most Wanted), regia di David Hogan (1997)
- Unconditional Love, regia di Steven Rush (1999)
- Wanted, regia di Terence M. O'Keefe (1999)
- NewsBreak, regia di Serge Rodnunsky (2000)
- Hunger, regia di Maria Giese (2001)
- Farewell, My Love, regia di Randall Fontana (2001)
- The Almost Guys, regia di Eric Fleming (2004)
- Santa's Slay, regia di David Steiman (2005)
- The Assignment, regia di Timothy J. Nelson (2010)

### Televisione
- Trackdown – serie TV, 71 episodi (1957-1959)
- June Allyson Show (The DuPont Show with June Allyson) – serie TV, episodio 1x19 (1960)
- General Electric Theater – serie TV, episodio 8x21 (1960)
- The Chevy Mystery Show – serie TV, episodio 1x07 (1960)
- Outlaws – serie TV, episodio 1x01 (1960)
- Bonanza – serie TV, episodio 3x06 (1961)
- Corruptors (Target: The Corruptors) – serie TV, episodio 1x10 (1961)
- Gli uomini della prateria (Rawhide) – serie TV, episodio 3x12 (1961)
- I detectives (Detectives) – serie TV, episodio 2x23 (1961)
- The Americans – serie TV, episodio 1x09 (1961)
- L'ora di Hitchcock (The Alfred Hitchcock Hour) – serie TV, episodio 2x10 (1963)
- La grande avventura (The Great Adventure) – serie TV, episodio 1x16 (1964)
- Ben Casey – serie TV, 2 episodi (1964)
- Gunsmoke – serie TV, episodio 10x08 (1964)
- Il virginiano (The Virginian) – serie TV, episodio 3x03 (1964)
- Organizzazione U.N.C.L.E. (The Man from U.N.C.L.E.) – serie TV, episodio 1x04 (1964)
- Mr. Novak – serie TV, episodio 2x24 (1965)
- Le spie (I Spy) – serie TV, 82 episodi (1965-1968)
- Get Smart – serie TV, episodio 3x25 (1968)
- Reporter alla ribalta (The Name of the Game) – serie TV, 2 episodi (1970)
- Colombo (Columbo) – serie TV, episodi 1x02-2x03-3x04-10x01 (1971-1990)
- What's My Line? – game show, 1 puntata (1972)
- Match Game – game show, 1 puntata (1973)
- Shaft – serie TV, 1 episodio (1973)
- Una notte di gelo (A Cold Night's Death), regia di Jerrold Freedman – film TV (1973)
- Violenza (Outrage), regia di Richard T. Heffron – film TV (1973)
- Apollo tredici: un difficile rientro (Houston, We've Got a Problem), regia di Lawrence Doheny – film TV (1974)
- A Cry for Help, regia di Daryl Duke – film TV (1975)
- Sulle strade della California (Police Story) – serie TV, episodio 2x14 (1975)
- Spectre, regia di Clive Donner – film TV (1977)
- Hot Rod, regia di George Armitage – film TV (1979)
- Mercanti di sogni (The Dream Merchants), regia di Vincent Sherman – miniserie TV (1980)
- Ralph supermaxieroe (The Greatest American Hero) – serie TV, 44 episodi (1981-1986)
- Hardcastle & McCormick (Hardcastle and McCormick) – serie TV, episodio 1x17 (1984)
- Il codice Rebecca (The Rebecca Key), regia di David Hemmings – miniserie TV (1985)
- Il gladiatore (The Gladiator), regia di Abel Ferrara – film TV (1986)
- La signora in giallo (Murder, She Wrote) – serie TV, episodio 2x12 (1986)
- The Blue Lightning, regia di Lee Philips – film TV (1986)
- Autostop per il cielo (Highway to Heaven) – serie TV, episodio 3x21 (1987)
- I Robinson (The Cosby Show) – serie TV, episodio 3x23 (1987)
- Matlock – serie TV, episodio 2x07 (1987)
- Casalingo Superpiù (Who's the Boss?) – serie TV, episodio 6x12 (1990)
- Cuori senza età (The Golden Girls) – serie TV, episodio 5x17 (1990)
- La tata (The Nanny) – serie TV, episodio 1x20 (1993)
- Il ritorno delle spie (I Spy Returns), regia di Jerry London – film TV (1994)
- Wings – serie TV, episodio 6x10 (1994)
- Walker Texas Ranger – serie TV, episodio 3x18 (1995)
- Tutti amano Raymond (Everybody Loves Raymond) – serie TV, 11 episodi (1996-2004)
- Conan – serie TV, 1 episodio (1998)
- Holding the Baby – serie TV, 1 episodio (1998)
- Chicago Hope – serie TV, 1 episodio (2000)
- Tutte le donne del presidente (Running Mates), regia di Ron Lagomarsino – film TV (2000)
- The Dead Zone – serie TV, episodio 2x09 (2003)

## Doppiatori italiani
Nelle versioni in italiano delle opere in cui ha recitato, Robert Culp è stato doppiato da:
- Marcello Tusco in Radici - Le nuove generazioni, Ralph supermaxieroe, Colpo doppio
- Pietro Biondi in Un cowboy alle Hawaii, Tutti amano Raymond (st. 1-8)
- Luciano De Ambrosis in Operazione Siegfried, Goldengirl - La ragazza d'oro
- Renato Turi in PT 109 - Posto di combattimento!, Colombo (ep. 2x03)
- Cesare Barbetti in Una domenica a New York
- Pino Locchi in Bob & Carol & Ted & Alice
- Michele Kalamera in La morte arriva con la valigia bianca
- Romano Malaspina in Testimone involontario
- Luciano Melani in Colombo (ep. 1x02)
- Massimo Foschi in Colombo (ep. 3x04)
- Sandro Iovino ne  Il ritorno di Colombo
- Giorgio Favretto in Law & Order - I due volti della giustizia
- Sergio Di Stefano ne Il rapporto Pelican
- Osvaldo Ruggieri in Visioni senza volto
- Alessandro Rossi in Spia e lascia spiare
- Dante Biagioni in Santa's Slay
- Rino Bolognesi in La signora in giallo
- Dario Penne in Tutti amano Raymond (st. 9)